# Synelasma anolius
Synelasma anolius är en skalbaggsart som beskrevs av Francis Polkinghorne Pascoe 1865. Synelasma anolius ingår i släktet Synelasma och familjen långhorningar. Inga underarter finns listade i Catalogue of Life.